# Bodö grunden
Bodö grunden är en ö nära Nötö i Nagu,  Finland. Den ligger i Skärgårdshavet i Pargas stad i den ekonomiska regionen  Åboland i landskapet Egentliga Finland, i den sydvästra delen av landet. Ön ligger omkring 6 kilometer söder om Nötö, 34 kilometer söder om Nagu kyrka, 67 kilometer söder om Åbo och omkring 180 kilometer väster om Helsingfors. Närmaste allmänna förbindelse är förbindelsebryggan vid Bodö som trafikeras av M/S Nordep.
Öns area är 1 hektar och dess största längd är 160 meter i öst-västlig riktning.